# Pterostichus spraguei
Pterostichus spraguei är en skalbaggsart som beskrevs av John Lawrence LeConte 1873. Pterostichus spraguei ingår i släktet Pterostichus och familjen jordlöpare. Inga underarter finns listade i Catalogue of Life.